# Factory
Factory var en svensk rockgrupp som bildades i Stockholm 1978, och nådde listframgångar i Sverige under sent 1970-tal till tidigt 1980-tal.
Factory slog igenom i Sverige med singeln Efter plugget 1978. Singeln följdes upp av albumet Factory. Gruppen turnerade i Norden i slutet av 1970-talet och början av 1980-talet och hann släppa albumet Factory II innan den upplöstes 1982.
Factory återuppstod under 1990-talet för turnéer med bland andra Magnum Bonum, Attack och Snowstorm.

## Medlemmar
- Mats Carinder, sång
- Ted Leinsköld, gitarr
- Lars-Olof Larsson, keyboard
- Ken Siewertson, bas
- Mats Söderberg, trummor

## Diskografi

### Studioalbum
- Factory (1979)
- Factory II (1980)

### Samlingsalbum
- Best of Factory (1989)

### Singlar
- Lumpna funderingar (1978)
- Efter plugget (1978)
- Kuddsnack (1979)
- Face to Face (1981)
- Jag ställer inte upp (1981)
- Hårt mot hårt (1982)
- Ooa hela natten (med Attack och Magnum Bonum) (1992)

### Maxisinglar 12"
- Efter plugget (1989)

### Fotnoter
1. ↑  Svenska albumlistan Arkiverad 19 augusti 2014 hämtat från the Wayback Machine.
2. ↑  Svneska singellistan Arkiverad 19 augusti 2014 hämtat från the Wayback Machine.
3. ↑  ”80-talsgruppen Factory sjunger "Efter plugget" igen”. www.expressen.se. https://www.expressen.se/nyheter/80-talsgruppen-factory-sjunger-efter-plugget-igen/. Läst 25 februari 2021.
4. ↑  ”Factory II - Dagens Arena”. Poddtoppen. https://poddtoppen.se/podcast/589367729/dagens-arena/factory-ii. Läst 25 februari 2021.